# Pseuduvaria mulgraveana
Pseuduvaria mulgraveana är en kirimojaväxtart som beskrevs av L.W. Jessup. Pseuduvaria mulgraveana ingår i släktet Pseuduvaria och familjen kirimojaväxter.

## Underarter
Arten delas in i följande underarter:
- P. m. glabrescens
- P. m. mulgraveana